# 1642 год в России
Царствование: 1613—1645 — Михаила Фёдоровича

## События
- 1637—1642 — Азовское сидение[1].    
  - Январь — Земский собор не вынес окончательного решения по Азову. Царь Михаил Фёдорович и Боярская дума постановили, что начать войну с Османской империей страна не может, поэтому постановили казакам Азова покинуть крепость. Не получив подмоги, казаки разрушили укрепления Азова и в конце мая ушли вверх по Дону[1][2].
- Январь — царский указ о принятии на службу дворян, поступивших в холопы, и запрете брать в холопы дворян и боярских детей[2].
- 27 мая — новый патриарх всея Руси Иосиф (до 15 апреля 1652)[2][3].
- 1642 — 1643 — русское посольство в Османскую империю[4].
- Матвеев Артамон Сергеевич стрелецкий голова (начальник) Стрелецкого приказа (полка) в Московском гарнизоне[5].
- 1642 — 1643 — Ордин-Нащокин Афанасий Лаврентьевич, направленный в Молдавское княжество с целью выяснения военных планов Османской империи, находился на службе у молдавского господаря В. Лупу[6].
- Местничество:
  - Трусов Кузьма Андреевич и Волконский Фёдор Фёдорович (1642-1643)[7].
  - Колтовский Иван Степанович, Колтовский Борис Степанович против Пушкина Григория Гавриловича[7].
  - Загряжский Иван Иевлевич и городовые дворяне малоярославцы[7].
  - Челищев Гаврила Афанасьевич и Глебов Фёдор Богданович[7].
  - Богдан Матвеевич, Савва Семёнович, Иван Богданович, Севастьян Тёмкин (Артемьев?) сыновья Хитрово против Вахромея (Михайлов сын?) Хитрово с братией[7].
  - Бутурлин Тимофей Фёдорович и Трубецкой Алексей Никитич[7].
  - Бояре: Хилков Андрей Васильевич и Шереметев Иван Петрович, местничали как приказные судьи[7].

## Землепроходцы
- Экспедиция Семёна Дежнёва[8]:
  - Апрель — на р. Оймякон казаки Стадухина Михаила Васильевича (16 чел.) приняли тяжёлый бой с ламутами (свыше 500 чел.), пришедших с р. Охота. Лишь при поддержке местных якутов и тунгусов русским удалось отбить натиск "иноземцев", но в ходе боя они потеряли почти всех лошадей. В связи с этим казаки построили судно и поплыли вниз по Индигирке для поиска "неясачных земель". Дошли до реки Алазея, где при содействии Дежнёва С.И. объединились с отрядом землепроходца Дмитрия Михайловича Зыряна[8].
- Март — первая карта Дальнего Востока составлена якутским пятидесятником Курбатом Ивановым, — на основании данных атамана и землепроходца Ивана Москвитина[2].
- 1642—1643 — землепроходцами в России описаны характер течения и протяженность реки Обь[9].

## Города и поселения
- 1642 — 1643 — по указу царя Михаила Фёдоровича роспись Успенского собора Московского Кремля выполнили более 150 живописцев из разных русских городов под руководством царских изографов Ивана и Бориса Паисеиных, Сидора Поспеева, Бажена Савина, Марка Матвеева и Степана Евфимьева[10].
- 1640—1643 — перестраивалась крепость в городе Шенкурск[11].

## Руководители приказов[12]
| Года      | Приказ                | Ф,И,О главы               | Примечания             |
| --------- | --------------------- | ------------------------- | ---------------------- |
| 1622-1642 | Большой приказ        | Черкасский Иван Борисович | За исключением 1638    |
| 1622-1642 | Иноземский приказ     | Черкасский Иван Борисович | За исключением 1638    |
| 1622-1642 | Стрелецкий приказ     | Черкасский Иван Борисович | За исключением 1638    |
| 1638-1646 | Аптекарский приказ    | Шереметев Фёдор Иванович  | 1642 и середина 1640-х |
| 1630-1661 | Разрядный приказ      | Гавренёв Иван Афанасьевич | Думный дьяк            |
| 1639-1645 | Владимирского судного | Шереметев Иван Петрович   | Боярин                 |
| 1639-1645 | Сбора ратных людей    | Шереметев Иван Петрович   | Боярин                 |

## Воеводы[17]
| Года        | Город     | Ф,И,О воеводы                 | Примечания |
| ----------- | --------- | ----------------------------- | ---------- |
| 1640-1642   | Астрахань | Одоевский Никита Иванович     | Боярин     |
| Май-октябрь | Астрахань | Телятевский Фёдор Андреевич   |            |
| Ноябрь-1646 | Астрахань | Репнин Борис Александрович    | Боярин     |
| 1642-1647   | Борисово  | Десятого Юрий                 |            |
| 1642-1643   | Брянск    | Долгоруков Григорий Данилович | Стольник   |
| 1640-1642   | Белгород  | Леонтьев Замятня Фёдорович    |            |
| 1642-1646   | Белёв     | Хитрой Севастьян Дементьевич  |            |

## Правление
Список глав государств в 1642 году

## Родились
- Ремезов, Семён Ульянович (около 1642, Тобольск — после 1720, Тобольск) — русский энциклопедист Сибири.

## Умерли
- Воротынский, Алексей Иванович (1610 — 19 июня 1642, Тула) — государственный и военный деятель, стольник и воевода.
- Пожарский, Дмитрий Михайлович (1 ноября 1578 — 30 апреля 1642) — национальный герой, военный и политический деятель, глава Второго народного ополчения, освободившего Москву от польско-литовских оккупантов[18].
- Симеон Верхотурский (ок. 1607—1642) — святой Русской православной церкви.
- Черкасский, Иван Борисович (ок. 1580 — 4 апреля 1642) — государственный деятель, в течение 20 лет глава правительства при Михаиле Фёдоровиче, боярин (с 1613)[13].